# Hofanlage Iserloyer Straße 35
Die Hofanlage Iserloyer Straße 35 in Dötlingen östlich des Kerns stammt aus dem 19. Jahrhundert.
Aktuell (2023) wird sie landwirtschaftlich genutzt.
Die Gebäude stehen unter Denkmalschutz (siehe auch Liste der Baudenkmale in Dötlingen).

## Beschreibung
Die Hofanlage besteht aus:
- dem eingeschossigen giebelständigen Wohn- und Wirtschaftsgebäude von 1868 (Inschrift) als massives Vierständer-Hallenhaus mit reetgedecktem Krüppelwalmdach,
- dem eingeschossigen giebelständigen massiven nördlichen Stall von um 1900 mit Satteldach,
- dem eingeschossigen giebelständigen massiven südlichen Stall von um 1900 mit Krüppelwalmdach und
- den weiteren nicht denkmalgeschützten Nebengebäuden.

Das Landesdenkmalamt befand: „… geschichtliche Bedeutung … als beispielhaftes Wohn-/Wirtschaftsgebäude …“